# 吉井小百合
吉井 小百合（よしい さゆり、現在の本姓は橋本、1984年11月28日 - ）は、元スピードスケート選手。最も得意な種目は500mで、1000mでも力を発揮した。

## 略歴
長野県出身。茅野市立泉野小学校、茅野市立東部中学校、東海大学付属第三高等学校を経て、日本電産サンキョーに所属していた。出身の泉野小学校は校庭に毎冬リンクを作りスケートの授業がある。5歳の頃、姉の影響でスピードスケートを始める。
ワールドカップ（W杯）通算2回優勝。2006年トリノオリンピックでは、500m9位、1000m15位だった。
2010年バンクーバーオリンピック、500mでは5位と前大会より順位を上げ入賞を果たしたが、1000mは15位と前回と同じで、1500mは26位と芳しくなかった。
2010年5月6日に現役生活からの引退を表明し、日本電産サンキョースケート部コーチに就任。地元茅野市でスケート教室を開くこともある。
2011年7月6日出身地の茅野市から「茅野市縄文ふるさと大使」に選らばれる。
2012年、誕生日でもある11月28日にブログで結婚と妊娠を報告、ならびに所属する日本電産サンキョーからの退社も発表。同年12月31日にブログで第一子(男子)を出産したことを発表した。

## 現役時代の課題
フォームにばらつきがあるため、500mで圧倒的な実力を誇るジェニー・ウォルフ（ドイツ）、実力ナンバー2の王北星（中国）、同ナンバー3の李相花（韓国）に大きく差をつけられている状態であった。2010年バンクーバーオリンピックではこの3人の後塵を拝する形となり、500mで5位だった(1位は李相花、2位はウォルフ、3位は王北星)。

## エピソード
- 1ヶ月で増えた体重を1週間で減量したことがある[7]。
- 近所の人に「お仕事何してるの?」と訊かれ、「チョット…」と濁したところ、「モデルか何か?」と言われたことが非常に嬉しかったと言う[7]。